# Propaganda
La propaganda és una informació presentada i difosa amb la finalitat de donar suport a una determinada agenda o de promocionar un producte. Encara que el missatge contingui informació verídica, és possible que sigui partidària, ja que no presenta un quadre complet i equilibrat de l'objecte en qüestió. L'ús primari prové dels contexts comercial i polític, i es refereix generalment als esforços patrocinats per governs o partits.
De manera oposada al subministrament d'informació lliure i imparcial, la propaganda, en el sentit més bàsic, presenta informació parcial o esbiaixada per influir en una audiència. Sovint presenta fets de manera selectiva i n'omet d'altres deliberadament per sostenir una conclusió, o utilitza missatges controlats per produir una resposta emocional més que racional, respecte de la informació presentada. L'efecte desitjat és un canvi en l'actitud d'una audiència determinada sobre assumptes polítics, religiosos o comercials. La propaganda, per tant, pot ser utilitzada com una «arma de guerra» en la lluita ideològica o comercial.
La fi de la propaganda política és augmentar el suport (o el rebuig) a una certa posició, abans que presentar simplement aquesta posició. L'objectiu de la propaganda és l'opinió de la gent, no la seva informació. Degut a això, la informació transmesa presentada sovint amb una alta càrrega emocional, apel·lant de manera comuna a sentiments patriòtics.
En anglès, la paraula propaganda sol tenir fortes connotacions negatives (i també polítiques). No és necessàriament així en altres llengües, i l'ús del terme pot portar a malentesos. Per exemple, al Brasil i alguns països de parla hispana, especialment a Amèrica del Sud, propaganda usualment significa la forma més comuna de manipulació de la informació: la publicitat. En realitat la propaganda intenta modificar la voluntat amb intenció política mentre la publicitat té uns objectius, to i estètica diferents.
La propaganda repercuteix generalment a les emocions més que no pas a l'intel·lecte. Comparteix tècniques amb la publicitat i el sector de les relacions públiques. Habitualment la propaganda té un caire pejoratiu quan concerneix el món de la política i la difusió de mentides com a veritats. O, si més no, "mitges veritats". El problema rau quan s'utilitzen tècniques de la propaganda política per comercialitzar productes o serveis.

## Història del terme "Propaganda"
Etimològicament propaganda prové de propagar, presa del llatí propagués que significa 'perpetuar, augmentar, estendre'. Encara que de vegades la paraula propaganda és utilitzada com a sinònim d'exageració, falsedat i abús, la propaganda com a tal significa expansió, disseminació, multiplicació ràpida. Però alguns autors diuen que prové del llatí modern el significat del qual és "per ser divulgat".
La propaganda té els seus inicis en la cúria romana que la utilitzava per difondre el missatge religiós. El seu ús continua en el període de la Contrareforma on de nou l'Església empra l'expressió de propaganda fide amb intenció pastoral. Quan el 22 de juny de 1622 el Papa Gregori XV institueix la Congregació per a l'Evangelització dels Pobles, també coneguda com a propaganda fide a fi de propagar el catolicisme als continents en via de colonització.
Aquesta connotació religiosa desapareix amb l'ús de la propaganda per part dels règims totalitaris del segle xx (nazisme, feixisme, estalinisme). A partir d'aquest moment, el terme s'associa amb el control de l'opinió pública mitjançant mitjans de comunicació massius. Posteriorment, la propaganda es vincularà amb les estratègies dels partits polítics i els governs no identificats amb les fórmules de govern totalitàries.
En les societats capitalistes, l'apogeu de la publicitat comercial i de la propaganda política han estat semblants des de principis del segle xx fins a l'actualitat. Com se sap, són les grans empreses i experts publicitaris els que avui en dia organitzen les campanyes electorals dels polítics en els seus més mínims detalls.

## La propaganda: una manipulació a través dels mitjans de comunicació
Al llarg de la història, la propaganda a través dels mitjans de comunicació s'ha utilitzat com a mètode de manipulació de masses. Tot va començar durant la Primera Guerra Mundial quan els britànics van difondre, a través dels mitjans de comunicació, la idea que aconseguirien la victòria, d'aquesta manera s'asseguraven que el poble britànic no perdria les esperances i lluitaria fins al final. Posteriorment, durant la Revolució Russa es va afegir la idea política dins de la propaganda i el nou estat comunista era qui difonia les idees que volia que els seus ciutadans adoptessin, com a mesura que seguia l'objectiu de controlar al poble.
Però la propaganda com a manipulació es va utilitzar principalment durant els anys anteriors i durant la Segona Guerra Mundial amb Joseph Goebbels com a ministre de la Propaganda i l'Educació Popular del Tercer Reich de Hitler. Goebbels va proposar a través dels mitjans de comunicació una idea, i aquesta era que els jueus i els comunistes eren els culpables de la situació de crisi per la que s'estava passant a Alemanya i que l'única manera de sortir d'aquesta situació era a través de la votació a Hitler, fet que va generar l'admiració dels alemanys cap a Hitler i, paral·lelament, l'odi envers els jueus.

## Objectiu de la propaganda

Una de les imatges propagandístiques més famoses: L'Oncle Sam.

L'objectiu de la propaganda és augmentar el suport (o el rebuig) a una certa posició, abans que presentar-la simplement amb els seus pros i els seus contres. L'objectiu de la propaganda no és parlar de la veritat, sinó convèncer la gent: pretén inclinar l'opinió general, no informar-la. A causa d'això, la informació transmesa és sovint presentada amb una alta càrrega emocional, apel·lant comunament a l'afectivitat, en especial a sentiments patriòtics, i apel·la a arguments emocionals més que racionals.
En anglès, la paraula "propaganda" té connotacions negatives. No és necessàriament així a altres llengües, i l'ús del terme pot portar a malentesos amb gent d'altres idiomes. Per exemple, al Brasil i alguns països de parla hispana, especialment en Sud-amèrica, "propaganda" usualment s'empra com a sinònim de publicitat. En realitat la propaganda intenta modificar la voluntat amb intenció política mentre que la publicitat inclou uns objectius, to i estètica diferents.
La propaganda, quan és utilitzada de forma no ètica, és en realitat una manera de desinformació i censura i usa la metodologia de la retòrica per convèncer els destinataris d'aquesta. En el sentit polític del terme es va desenvolupar fonamentalment el segle xx amb la Sociologia moderna i la consolidació de la societat de masses. El ministre de propaganda d'Adolf Hitler, Joseph Goebbels, sociòleg, el primer que va fer per arribar al poder va ser apoderar-se dels mitjans de comunicació de masses per adoctrinar el poble amb propaganda política. La famosa frase "Una mentida repetida mil vegades es transforma en una veritat" reflecteix aquesta manera de procedir.

## Característiques particulars del discurs propagandístic
La propaganda s'insereix en el camp de la comunicació, un terreny que engloba diverses àrees de coneixement que, per la seva naturalesa, poden donar lloc a confusió.
S'articula a partir d'un discurs persuasiu que busca l'adhesió de l'altre als seus interessos. És de caràcter monològic i requereix el recurs de l'anunci. La propaganda generalment es repeteix i es dispersa sobre una àmplia varietat de mitjans amb la finalitat de crear el resultat desitjat en les actituds de l'audiència.
Pel que respecta a la frontera entre publicitat comercial i política, la principal diferència és el tipus de conducta que es proposa modificar. En el cas del mercat, es pretén que el consumidor dugui a terme un acte de consum, mentre que en l'àmbit polític, es tracta que s'adscrigui a una ideologia o creença. Així mateix, els teòrics consideren que la publicitat política en requereix una major complexitat, ja que té per objectiu alterar els principis organitzatius de la societat l'arrelament de la qual els fa molt resistents al canvi.
Una altra de les discrepàncies és que la publicitat comercial es dirigeix a l'individu, mentre que el públic objectiu de la propaganda és el grup social per identificar el ciutadà amb els valors del conjunt. No obstant això, en l'actualitat la frontera entre ambdós termes es torna difusa a causa de la convergència d'interessos entre les grans empreses i partits polítics. Així podem afirmar que existeix una relació conflictiva que remet a la confrontació entre el privat i el públic en les democràcies contemporànies.
Quant al discurs periodístic, la propaganda tendeix a esquematitzar i simplificar els conceptes en lloc del caràcter més argumentatiu del periodisme.
En el cas del discurs pedagògic, aquest presenta el problema des de diversos punts de vista que permeten al receptor formar-se un criteri propi. En canvi, la propaganda es replega en un sol punt de vista que tendeix cap al dogmatisme.
La propaganda, quan és utilitzada de forma no ètica, és en realitat una manera de desinformació i censura i utilitza la metodologia de la retòrica per convèncer els destinataris de la mateixa. En el sentit polític del terme es va desenvolupar fonamentalment al segle xx amb la Sociologia moderna i la consolidació de la societat de masses. El ministre de propaganda d'Adolf Hitler, Joseph Goebbels, sociòleg, el primer que va fer per arribar en poder va ser apoderar-se dels mitjans de comunicació de masses per adoctrinar al poble amb propaganda política. La famosa frase de «Una mentida repetida mil vegades es transforma en una veritat» reflecteix aquesta manera de procedir.

## Diferència entre propaganda i publicitat
Pel que fa a la frontera entre publicitat comercial i política, la principal diferència és el tipus de conducta que es proposa modificar. En el cas de la publicitat, es pretén influir en les conductes de consum d'una persona mitjançant campanyes o accions publicitàries en diferents mitjans i amb diferents objectius (llançament d'un producte, posicionament de marca, recordació de marca, etc.) perquè el consumidor dugui a terme un acte de consum en un curt o llarg termini. Mentre que en la propaganda es tracta que una persona s'adhereixi a una ideologia o creença.
Una altra de les discrepàncies és que la publicitat comercial es dirigeix a l'individu, mentre que el públic objectiu de la propaganda és el grup social per identificar el ciutadà amb els valors del conjunt. No obstant això, en l'actualitat la frontera entre tots dos termes es torna difusa a causa de la convergència d'interessos entre les grans empreses i partits polítics.

## Història de la Propaganda

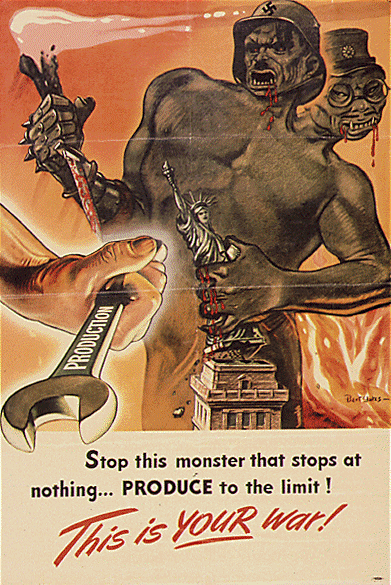
Propaganda estatunidenca de la Segona Guerra Mundial, empenyent als ciutadans a augmentar la producció.

La història de la propaganda es remunta a temps de Roma, època de què data l'obra de l'escriptor Tit Livi en la qual busca l'adhesió a aquesta ciutat. Aquesta eina torna a ser utilitzada i a expandir-se gràcies a l'impuls de l'Església Catòlica amb el seu departament d'administració pontifícia dedicat a controlar les rutes missioneres del Nou Món.

### Napoleó
Napoleó va fer un ús important de la propaganda per conquerir el poder i després consolidar-lo. Des de la seva campanya d'Itàlia, mentre que no era més que el general Bonaparte, va usar la influència dels Butlletins de l'Exèrcit d'Itàlia. Per exemple, es va fer representar en el moment de la batalla del Pont d'Arcole tenint una bandera a mà (tema reproduït a milers d'exemplars). Va estendre llavors aquest sistema de propaganda una vegada que va haver conquerit el poder, amb els "Butlletins de la Grande Armée ". Els quadres de Gros i de David, els cartells de l'època, i el Memorial de Sainte-Hélène també han participat en l'elaboració de la llegenda daurada de Bonaparte.

### L'era de la propaganda moderna
Al Segle XIX la industrialització provoca la nova concentració d'una important mà d'obra obrera que aviat busca a fer sentir la seva veu. El socialisme estructurant-se adopta el vocabulari de la religió, i diu « doctrina » el discurs polític i « propaganda » els mètodes de la seva difusió al si de la població obrera. Els líders del moviment socialista busquen provocar en els obrers una presa de consciència de la seva situació per tal de portar-los a l'acció col·lectiva. Al tombant del segle, el poder ha de tractar amb aquesta nova classe i és en aquest context que és teoritzada una «psicologia de les masses», obra en el qual Gustave Le Bon esbossa les bases de la manipulació de les masses.
Tanmateix, no és fins i tot la Primera Guerra Mundial quan s'institucionalitza la propaganda moderna amb mètodes científics. El periodista Walter Lippman i el psicòleg Edward Bernays (nebot de Sigmund Freud) van ser els responsables d'orquestrar la primera campanya antialemanya als Estats Units perquè el poble nord-americà donés el seu vistiplau a l'entrada d'aquest país en la contesa.
L'èxit va demostrar el potencial d'aquesta eina com a mitjà de control de l'opinió pública, una experiència que van tornar a posar en pràctica els següents governs nord-americans i de la qual van aprendre altres països durant la Segona Guerra Mundial. En aquesta ocasió, la propaganda es converteix a la principal arma de guerra al terreny de batalla tant per a l'Alemanya nazi com per a la Gran Bretanya.

### Propaganda nazi
El pare de la propaganda nazi va ser Joseph Goebbels, responsable del Ministeri d'Educació Popular i Propaganda, creat per Adolf Hitler a la seva arribada al poder el 1933. Goebbels havia estat el director de la tasca comunicativa del Partit Nazi i el gran arquitecte de l'ascens en poder. Una vegada en el Govern i amb les mans lliures per monopolitzar l'aparell mediàtic estatal, Goebbels va prohibir totes les publicacions i mitjans de comunicació fora del seu control, i va orquestrar un sistema de consignes per ser transmès mitjançant un poder centralitzat del cinema, la ràdio, el teatre, la literatura i la premsa. Era també l'encarregat de promocionar o fer públics els avisos del govern.
Va usar molt el que avui en dia es coneix com el màrqueting social, enaltint molts sentiments d'orgull, promovent molts odis i en moltes ocasions mentint i convencent de coses molt allunyades de la realitat. Davant de la necessitat d'un fort suport econòmic Goebbles va inaugurar l'ajuda d'hivern de 1941, s'hi promovia la col·laboració del poble i el descompte obligatori del 10% dels sous. L'ajuda d'hivern va ser un èxit i en va recaptar molt. En aquella temporada els nois de les Joventuts Hitlerianes sortien amb guardioles a mà a recaptar donacions. Una altra de les singularitats d'aquest esdeveniment s'observava en alguns voluntaris com dibuixants ràpids que feien retrats per 2 marcs o més. També va tenir altres tècniques i mètodes com el de fer esperar al públic alemany per les notícies en temps de victòria per crear un fort suspens i fer que quan rebessin les bones noves l'alegria sigui més duradora.
A Goebbels se li atribueix molt de la propaganda moderna, entre ells els seus 11 principis:
| « | 1. Principi de simplificació i de l'enemic únic. Adoptar una única idea, un únic símbol. Individualitzar l'adversari en un únic enemic. 2. Principi del mètode de contagi. Reunir diversos adversaris en una sola categoria o individu. Els adversaris han de constituir-se en suma individualitzada. 3. Principi de la transposició. Carregar sobre l'adversari els propis errors o defectes, responent l'atac amb l'atac. "Si no pots negar les males notícies, inventa altres que les distreguin". 4. Principi de l'exageració i desfiguració. Convertir qualsevol anècdota, per petita que sigui, en amenaça greu. 5. Principi de la vulgarització. Tota propaganda ha de ser popular, adaptant el seu nivell al menys intel·ligent dels individus a qui va dirigida. Quant més gran sigui la massa a convèncer, més petit ha de ser l'esforç mental a realitzar. La capacitat receptiva de les masses és limitada i la seva comprensió escassa; a més, tenen gran facilitat per oblidar. 6. Principi d'orquestració. La propaganda ha de limitar-se a un nombre petit d'idees i repetir-les incansablement, presentar-les una vegada i una altra des de diferents perspectives, però sempre convergint sobre el mateix concepte. Sense fissures ni dubtes. D'aquí ve també la famosa frase: «Si una mentida es repeteix prou, acaba per convertir-se en veritat». 7. Principi de renovació. Cal emetre constantment informacions i arguments nous a un ritme tal que, quan l'adversari respongui, el públic estigui ja interessat en una altra cosa. Les respostes de l'adversari mai no han de poder contrarestar el nivell creixent d'acusacions. 8. Principi de la versemblança. Construir arguments a partir de fonts diverses, a través dels anomenats globus sondes o d'informacions fragmentàries. 9. Principi de la silenciació. Apaivagar les qüestions sobre les que no es tenen arguments i dissimular les notícies que afavoreixen l'adversari, també contra-programant amb l'ajuda de mitjans de comunicació afins. 10. Principi de la transfusió. Per regla general, la propaganda opera sempre a partir d'un substrat preexistent, ja sigui una mitologia nacional o un complex d'odis i prejudicis tradicionals. Es tracta de difondre arguments que puguin arrelar en actituds primitives. 11. Principi de la unanimitat. Arribar a convèncer molta gent que pensa «com tot el món», creant una falsa impressió d'unanimitat. | » |

Aquest missatge propagandístic nazi es basava en una lògica simple i directa assentada a tres pilars: anticomunisme, anticapitalisme i antisemitisme. El primer element d'aquesta negació de valors va consistir a rebutjar l'organització política de les democràcies i de la Unió Soviètica, com a fórmules infectades de corrupció, argumentant que la democràcia deriva en comunisme, desordre i pèrdua de les tradicions, davant la forma proposada pel feixisme-nazisme basada a prioritzar l'Estat per sobre de l'individu, l'ordre emanat d'un líder i la defensa de les tradicions nacionals.
El segon dels elements, l'anticapitalisme, acusava al lliure mercat de ser el desencadenant de l'atur i de la crisi econòmica que enfonsava Alemanya. Aquesta retòrica es dirigia a l'infraclase (el 'lumpeng'), a les capes mitjanes i al petit empresari, malgrat que a la pràctica la seva política econòmica va consistir en una conjunció entre la nacionalització d'empreses i la connivència amb els més grans capitalistes del sector industrial.
El tercer postulat de l'aparell mediàtic nazi va ser l'afirmació que la raça ària era superior, una defensa que buscava en la comunitat jueva el boc expiatori de la desgràcia alemanya. En concret, atacava els banquers jueus com els responsables d'administrar les reparacions de guerra imposades a Alemanya després de la Primera Guerra Mundial. Tanmateix, l'objectiu real d'aquest discurs era escombrar les diferències de grup entre alemanys i construir una identitat enfrontada a l'"altre" o "enemic comú" mitjançant l'odi ètnic.

### Propaganda durant la Guerra Freda

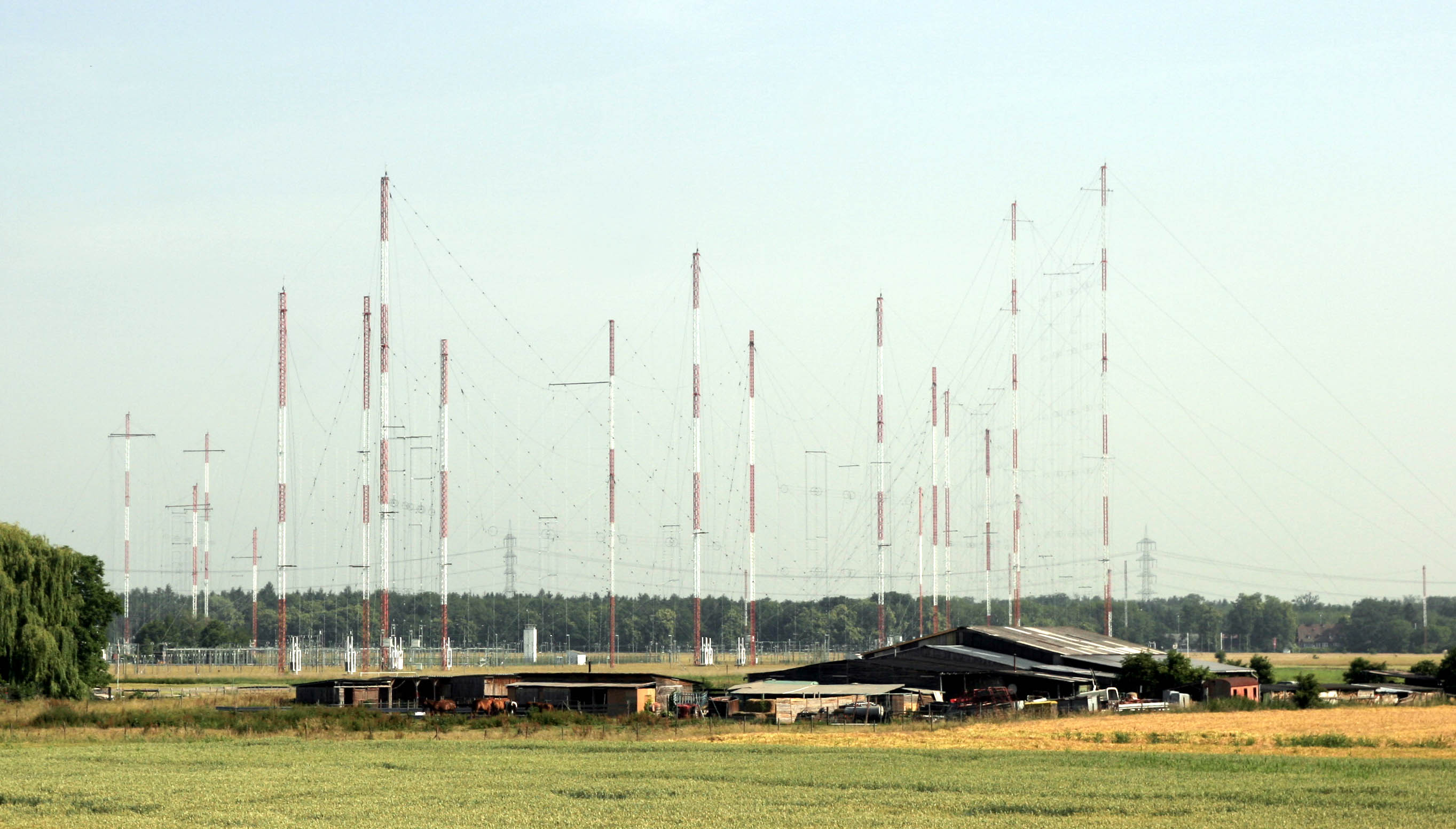
Emissora de Ràdio Liberty de propaganda capitalista dirigida als països d'Europa de l'est

La Guerra Freda (1946-1989) correspon a un llarg temps d'oposició i tensió entre les dues principals potències mundials de la segona meitat del segle XX: Estats Units i l'URSS, que representaven a la forma de govern capitalista i comunista, respectivament. No obstant això, els interessos d'ambdós països van evitar un enfrontament directe entre les dues potències. Per això, el desenvolupament d'aquell període va estar marcat específicament pel combat simbòlic i retòric impulsat pels dirigents de cadascun dels blocs en qüestió. D'aquesta manera, la propaganda cobrarà un valor especial, ja que serà la principal arma de guerra per a ambdós països.
Com ocorregué en altres períodes de guerra, tal com va succeir durant la II Guerra Mundial, el paper clau d'aquesta publicitat política portarà els bel·ligerants a utilitzar la propaganda de manera sofisticada, la qual cosa va donar lloc a una diversificació de la mateixa en: propaganda negra, propaganda blanca i propaganda grisa. Així mateix, l'apogeu dels mitjans de comunicació de masses farà d'aquesta tècnica una eina realment efectiva per a la lluita.
En ambdós casos, tant en el bàndol nord-americà com en el comunista, trobarem exemples de la utilització d'aquests tipus de propaganda.
En el cas dels nord-americans, la Veu d'Amèrica, un clar exemple de propaganda blanca, operava com a estació oficial de ràdio del govern dels Estats Units. Gràcies al control d'aquest mitjà de comunicació, l'executiu podia emetre el seu discurs de manera que arribés al gruix de la població. Més tard, l'abús d'aquest canal serà considerat per alguns crítics com una violació de la sobirania popular.
L'ús de la propaganda grisa el durà a terme especialment fora del territori, sobretot a l'URSS i Europa de l'Est, on s'emetran notícies i programes d'entreteniment en els quals s'inseriran missatges corresponents a la ideologia nord-americana. Els esmentats continguts seran emesos per dues emissores controlades per la CIA, Ràdio Free Europe i Ràdio Liberty.
Pel que respecta als recursos emprats pels soviètics, aquests van posar en marxa unes estratègies molt similars a les dels nord-americans. També els ideòlegs comunistes van fer ús d'una estació oficial que transmetés els seus discursos oficials, Ràdio Moscou. Al seu torn, van utilitzar la propaganda grisa en territori nord-americà a través de les emissores Ràdio Peace i Freedom. Però els soviètics, en el marc del seu sistema estatalista, van emprar també l'escola com a mitjà en el qual desplegar la seva propaganda antiamericana. Es pretenia crear en els nens una mala imatge sobre el mode de vida nord-americà i fer creure que l'URSS era una potència amb molts més recursos i riquesa.
Des d'ambdós sectors del conflicte es va introduir l'anomenada propaganda negra, sobretot en períodes de crisi. En el cas occidental, el Regne Unit va crear el Information Research Department, un departament dependent de l'Oficina d'Estrangeria creat per contrarestar la propaganda russa.

### Propaganda en els conflictes moderns
A la data el fenomen de la propaganda s'ha diversificat i tecnificat en un alt grau, al mateix temps que els mitjans de comunicació també es desenvolupen. Després de l'11-S el govern de George Walker Bush va iniciar el que denomina Guerra contra el terrorisme, compresa com una Guerra de quarta generació, on es va fer ús dels mitjans massius, especialment dels mitjans televisius; sense excloure internet. La política de Bush s'ha centrat a propagar el supòsit Xoc de Civilitzacions i la presumpta maldat intrínseca  del qual denomina Eix del mal i sota l'esmentada propaganda va promoure i va aconseguir el suport popular necessari per a invadir Iraq amb l'argument de què Saddam Hussein posseïa armes de destrucció massiva i que donava suport a la xarxa Al-Qaida Posteriorment, davant de l'absència de proves que sustentessin tals afirmacions, el govern de Bush va canviar dràsticament d'argumentacions.
Recentment Bush, en relació amb Irán ha utilitzat la denominació de fascisme islámic en una retòrica tendent a justificar un atac contra l'Iran.
A causa del perfeccionament de les tècniques de propaganda, resulta difícil distingir el que és informació del que és propaganda en el conflicte actual. Si bé els aliats de Bush compten amb la capacitat de difondre la seva retòrica per mitjans massius globals en forma molt extensa, els grups que són atacats mediàticament i els que s'oposen a les guerres es valen dels mitjans alternatius i d'internet principalment, aconseguint suposadament influir en l'opinió del poble dels EUA i Europa. Encara que tècnicament no seria propaganda el que realitzen els mitjans alternatius, ja que Internet no permet la difusió massiva i altament emocional d'un missatge polític, propagació que sí que es pot realitzar a través de la televisió, això perquè la tecnologia d'internet encara no està desenvolupada i massificada globalment. D'altra banda, l'estratègia dels mitjans alternatius és diferent, ja que se centren a oferir informació detallada -que no es publica en els grans mitjans- i la participació horitzontal de l'espectador en poder publicar la seva opinió junt amb la informació alternativa, situació que contradiu els principis de la propaganda.
Des de 2014, a Síria el grup terrorista ISIS (Islamic state in Irak and Syria), fa ús de propaganda de forma massiva, amb el doble objectiu d'implicar terror en els denominats "infidels" (persona que no segueix la religió de l'Islam) i de reclutar membres nous per la banda. Aquesta és dispersada a través d'internet i de la televisió Islàmica, es basa principalment en reportatges on es mostren els valors d'ISIS, argumenten a favor de la seva causa o s'ensenyen execucions a persones, entre d'altres. Està produïda en gran part per la cadena "Al Hayat Media Center", fent ús de material audiovisual i tècniques filmogràfiques avançades.
Jean-Léon Beauvois ha creat el concepte de propaganda fosca (propagande glauque en francès) per definir els processos d'influència inconscients que tenen per objectiu crear un apriori positiu o negatiu de determinat concepte. Exemples d'això serien el somriure o el to afable d'un presentador de televisió a l'hora de parlar de temes que desitja valorar, però sense entrar mai en un verdader debat d'idees (el procés de construcció europea, el creixement econòmic, els "drets humans", etc.). Un altre exemple podria ser l'absència d'herois vinculats, per exemple, a ideologies comunistes o revolucionàries a les grans pel·lícules comercials. Segons Beauvois, aquests processos són els més actius a la fàbrica de les opinions de base en les societats democràtiques occidentals.
Éric Hazan ha seguit una metodologia més heterodoxa en el seu estudi sobre les formes actuals de propaganda. Inspirant-se de les anàlisis de Victor Klemperer respecte a la llengua del tercer reich, l'editor francès ha estudiat les paraules, els girs i els procediments a través dels quals la llengua pública actual acull i transmet valors ideològics sense pretendre mai fer-ho.

### Propaganda a Espanya

#### Espanya durant la dictadura franquista
Ja des de l'inici de la dictadura de Franco es podia percebre com seria el calat de les transmissions televisives, ja que, qualsevol assaig realitzat per estrangers o nacionals havia de tenir el seu consentiment i la seva aprovació posat que era qui havia de fixar les característiques del model televisiu.
El 28 d'octubre de 1956 van començar oficialment la retransmissions regulars de televisió a Espanya. TVE va ser el mitjà propagandístic més potent que el règim franquista va utilitzar per transformar la realitat de manera favorable i fer-la arribar a la població. Inicialment, Franco va ser poc inclinat a la televisió per la por al fet que produccions estrangeres poguessin enterbolir els valors en els quals la població espanyola havia de ser. Gran part dels dies triats per a la inauguració d'estudis o de retransmissions coincideixen amb aniversaris de dates simbòliques pel règim franquista, com la inauguració dels Estudis de Prado del Rei el 18 de juliol de 1964 (XXV anys de Pau).
A mitjans dels 60, Franco realitza un discurs on clarament es pot intuir la fi del mitjà televisiu per al seu règim. Les paraules textuals són les següents:
Canaris i espanyols tots que m'escolteu:
Ens congratulem per aquest acte, amb el qual en incorporar a la xarxa de Televisió Espanyola una nova i potent emissora, es dota a les províncies illenques d'un nou mitjà de difusió de la cultura i de la veritat d'Espanya. Canàries, present sempre en el quefer nacional, vinculada al conjunt de la Pàtria amb forts llaços espirituals que va fecundar la sang abocada pels seus fills en l'empresa del nostre Moviment Nacional, que constitueix una de les més benvolgudes fonts del nostre comerç exterior i un dels més importants centres d'atracció turística, per la bellesa incomparable de les seves terres i l'hospitalitat dels seus habitants, es converteix avui en nova baula d'aquesta cadena d'unió que al món modern són els programes de televisió, a través dels quals rebreu quotidianament, i amb l'abraçada de la Península, el testimoniatge de la veritat d'Espanya i de la indiscutibilitat de les seves realitats.

#### RTVE
El 16 d'octubre del 2003, RTVE i Alfredo Urdaci, es va referir al sindicat Comissions Obreres com a "ce ce o o" per informar sobre la demanda imposada per aquest sindicat a RTVE pel tractament informatiu donat en la vaga general del 20 de juny del 2002. Els serveis jurídics del sindicat van creure oportú emprendre noves accions legals en considerar que s'havien burlat del tribunal, del propi sindicat i de l'opinió pública.
El 2015 el diari britànic Financial Times acusa al govern de Mariano Rajoy de crear una programació en la cadena pública per afavorir al seu partit i silenciar els partits de l'oposició, en dates properes a les eleccions generals programades per la fi de l'any 2015. Com a exemples d'aquesta manipulació l'article parla sobre els casos de corrupció i que els telenotícies de TVE donen menor cobertura als casos que afecten al Partit Popular, i fa referència al tracte que se li dona al partit de Pablo Iglesias, el qual titlla d'injust, en referència al fet que promou hostilitat cap al seu líder.

### La propaganda als serveis de xarxes socials
Des del 2010 s'han utilitzat els serveis de xarxes socials per fer propaganda amb uns equips finançats per governs, partits polítics i organitzacions militars anomenats cibertropes.

## El subliminar
Nombroses vegades s'ha afirmat que la indústria i els polítics empren l'anomenada "seducció subliminal" com a tècnica de publicitat i propaganda. Tanmateix, la noció dels "missatges subliminals" és considerada pels experts i investigadors de la comunicació com a res més que un mite. Per a més informació vegeu:
1. Accepció de "subliminar" en el Skeptics Dictionary (Diccionari Escèptic)[17]
2. Moore, Timothy (1996). Scientific consensus and expert testimony: lessons from the Judas Priest trial. Skeptical Inquirer, novembre-desembre 1996.[18]
3. Moore, Timothy (1992). Subliminar perception: facts and fallacies. Skeptical Inquirer, Primavera de 1992.[19]
4. Pratkanis, Anthony (1992). The cargo-cult science of subliminar persuasion. Skeptical Inquirer, Primavera de 1992.[20]
5. Rozenbaum, Sami (2002, desembre). El gran poder de la suggestió subliminar. Lúcid N° 7, pp. 4–5.[21]
6. La indústria publicitària considera els "missatges ocults" com a mera ficció (notícia en anglès de CNN).[22]

## L'ús del cinema o la televisió com a eina propagandística
Un film o programa televisiu propagandístic és el que té com a objectiu utilitzar la força d'aquests mitjans per a influenciar en l'opinió de l'espectador i convèncer-ho per recolzar una causa determinada, com podria ser en el camp polític o religiós. Molts països submergits en dictadures totalitàries han vist com els seus líders han utilitzat aquests mitjans per guanyar-se la confiança i el suport de la població, així com d'aïllar-los de qualsevol influència o opinió provinent de l'exterior.

### Cinema
El cinema es va convertir molt ràpid en el millor vehicle propagandístic que podien tenir els països. Si bé es tracta d'una indústria que mira eminentment a l'oci del ciutadà mundial, quan sorgeixen enfrontaments i conflictes internacionals els països implicats estudien com utilitzar el mitjà per no només difondre les seves idees al seu propi país sinó, també, com fer-ho de cara a l'exterior. En parlar de propaganda cal referir-se a moments de singular transcendència que s'ajusten a períodes conflictius: des de la Primera Guerra Mundial o la revolució soviètica de 1917 fins a la caiguda del mur de Berlín i els conflictes de finals del segle xx.
Amb l'arribada del segle xx, el cinema va emergir com un nou agent cultural. La política i el cinema van començar a entrellaçar-se i va provar ser un bon mitjà per arribar a la població i crear un consens sobre l'opinió pública envers l'enemic del país.
Les primeres propaganda en el cinema coneguda es tracta d'una sèrie de curts muts fets durant la Guerra Espanyola-Americana al 1898, creats per Vitagraph Studios. Al 1912, Romanian Indepenta României es convertirà en la primera pel·lícula de ficció del món amb un missatge deliberadament propagandístic. Estava destinada a canviar la percepció del públic romanès envers l'acceptació de la involucració de Romania en un inesperat conflicte dels Balcans (la Primera Guerra Balcànica). Un altre film de ficció utilitzat per propaganda va ser El naixement d'una nació (1915).

#### Primera Guerra Mundial
El cinema continuava sent relativament nou per l'audiència pública durant l'esclat d'hostilitats de l'any 1914. L'ús del cinema com a propaganda per part dels governs va reflectir això. Els problemes inicials dels anglesos i americans en l'ús del cinema va portar eventual èxit en la utilització d'aquest medi de difusió. Els alemanys en canvi, van tenir un inici més ràpid i de seguida van reconèixer el valor del cinema com a eina de perpetuació del sentiment pro-alemany als Estats Units a través de la Companyia de Cinema de Correspondència Americana, al igual que a la primera línia amb els seus cinemes mòbils (els quals projectaven pel·lícules i noticiaris).

#### Període d'entreguerres
Als anys posteriors a la revolució d'octubre de 1917, el govern soviètic va patrocinar la indústria cinematogràfica russa amb el propòsit de fer propaganda. El desenvolupament del cinema rus als anys vint de la mà de cineastes com Dziga Vèrtov i Serguei Eisenstein va patir un considerable progrés tant en l'ús de les pel·lícules com a eina propagandístiques com en el desenvolupament de l'art del cinema en si. Els films d'Eisenstein, en particular El cuirassat Potemkin (1925), són vistos com a grans peces del cinema, tot i que contenien molts ideals comunistes d'Eisenstein.
Eisenstein va estar altament influït per la ideologia de la Revolució Bolxevic del 1917. El seu doble propòsit entre forjar una identitat nacional russa i portar el seu missatge comunista al sud, va ser temut a Alemanya (van prohibir la projecció d'alguns dels seus films quan aquests van sortir a finals dels anys 20). En el període d'entreguerres, les pel·lícules nord-americanes destacaven la valentia dels soldats americans durant la guerra, la qual descrivien com un autèntic malson. Pel·lícules com La Gran desfilada (1925), va descriure els horrors de la vida a les trinxeres, la destrucció de pobles i la falta de provisions.
Mentrestant, els cineastes nazis van produir pel·lícules altament emocionals sobre el patiment de les minoritats alemanyes que es trobaven a Txecoslovàquia i Polònia, les quals van ser crucials quant a crear suport popular a l'hora d'ocupar Sudetes i atacar Polònia. Pel·lícules com Heimkehr (Benvinguda) del 1941, van descriure les dificultats que van viure els nostàlgics alemanys a Polònia amb desig de tornar al Reich, el qual va afermar les condicions psicològiques necessàries per l'atac real i l'acceptació de la política alemanya (Lebensraum).

#### Segona Guerra Mundial
Els anys trenta i quaranta, els quals van veure pujar al poder estats totalitaristes i la Segona Guerra Mundial, són el que podríem anomenar “L'època Daurada de la Propaganda”. El control nazi de la Indústria cinematogràfica alemanya és l'exemple més extrem de l'ús del cinema en benefici del seu programa nacional feixista, i al 1933, Hitler va crear el Ministeri per l'Entreteniment del públic i la Propaganda del Reich, al mateix temps que posava a Joseph Goebbels com el seu director.
Fritz Hippler, productor d'una de les pel·lícules propagandístiques més potents de tots els temps, El jueu etern (Der ewige Jude) (1940), va dirigir el departament del cinema propagandístic amb Goebbels. En aquest temps, Leni Riefenstahl, un cineasta que treballava a l'Alemanya Nazi, va crear una pel·lícula de propaganda molt coneguda, El triomf de la voluntat (1935). Va ser un film encarregat per Hitler per explicar el rally del Partit Nazi a Nuremberg l'any 1934. Deixant de banda el tema polèmic de la pel·lícula, aquesta segueix estant reconeguda per la seva revolucionària aproximació a l'ús de la música en la cinematografia. Una altra pel·lícula de Riefenstahl, Olympia (1938) volia pretendre que el Reich es tractava d'una societat democràtica i oberta sota les regles i el poder nazi. La pel·lícula, tot i ser un gran film propagandístic, no va aconseguir mitigar la creixent conscienciació de les realitats polítiques de l'Alemanya nazi.
Als Estats Units durant la Segona Guerra Mundial, el president Franklin D. Roosevelt va reconèixer que l'estil directe de la propaganda no guanyaria vers el públic americà. Va assignar a Lowell Mellett el càrrec de coordinador de les pel·lícules. Encara que no tenia cap jurisdicció en els films de Hollywood, va pressionar la indústria perquè ajudessin en la conscienciació popular de l'esperit d'una població en guerra. El cineasta Frank Capra, va crear una sèrie de pel·lícules dividides en set parts patrocinada pel govern nord-americà, que tenien l'objectiu de donar suport a la guerra, anomenades Why we fight (1942-5). Aquesta sèrie és considerada un dels punts àlgids del gènere propagandístic. Altres pel·lícules com Casablanca (1942) o Trenta segons sobre Tokio (1944) s'han convertit en pel·lícules estimades i referents en el gènere dramàtic, a part del seu objectiu propagandístic original. Charles Chaplin, es va unir a l'empenta americana i va crear El gran dictador (1940), en la qual feia d'un personatge que recordava a Hitler.
L'animació va començar a ser molt popular, especialment a l'hora de guanyar audiència jove. Walt Disney i Looney Tunes van estar entre aquells que activament ajudaven l'esforç bèl·lic dels Estats Units a través dels dibuixos, els quals proveïen instruccions i entrenament pels espectadors al mateix temps que a vegades feien comentaris polítics. Molts dels films dramàtics de guerra a principis dels quaranta als Estats Units van ser dissenyats per crear una mentalitat patriòtica i convèncer els espectadors que els sacrificis eren necessaris per poder derrotar “a l'enemic”. Una de les convencions del gènere era descriure les diferències socioeconòmiques i racials, tant era un escamot al front de les files com soldats entrenant en una base, els que feien era lluitar junts pel bé del país.
A Itàlia, al mateix temps, directors com Roberto Rossellini també produïen cinema propagandístic amb els mateixos propòsits. Similar a l'Alemanya Nazi, l'URSS va preparar els seus ciutadans per la guerra estrenant pel·lícules com la icònica Alexander Nevsky (1938) de Serguei Eisenstein. L'URSS també va projectar pel·lícules que descrivien l'activitat partidista i el patiment infligit pels Nazis, com Girl No. 217 (1945) de Mijaíl Romm. La qual explicava la història d'una noia russa esclavitzada per una família alemanya. Els films eren projectats en trens de propaganda mentre que els noticiaris eren projectats a estacions de metro perquè arribessin a tots aquells que no podien pagar per anar a veure pel·lícules al cinema. Un exemple de cineasta que projectava pel·lícules en trens va ser Alexander Medvedkin. L'any 1932 va dirigir un cine-tren. Va realitzar documentals i films de muntatge com Confiamos en nuestra victoria (1941) o La liberación de la tierra (1946) entre molts d'altres.

#### Guerra Freda
Durant la Guerra Freda es va posar de moda el combat psicològic, el qual va ser molt utilitzat per ambdós bàndols.
A l'hora de descriure la vida als països comunistes, la propaganda de l'oest buscava descriure una imatge de ciutadania a la qual li havien rentat el cervell que estava captiva pel seu govern. La Oficina de Coordinació de Polítiques de la CIA va adaptar l'obra de George Orwell, La rebel·lió dels animals en una pel·lícula d'animació l'any 1954, la qual va estrenada a Anglaterra.
Aurora Roja (1984) va ser un film comercial de Hollywood, que descrivia uns anys vuitanta alternatius en els quals Estats Units eren envaïts per la Unió Soviètica, Cuba, Nicaragua i altres aliats llatinoamericans de l'URSS. Llavors un petit grup d'estudiants d'institut iniciaven una guerrilla i un conflicte armat per resistir l'ocupació i eventualment vencien als comunistes.
Pork Chop Hill (1959) va ser la pel·lícula de propaganda antiguerra americana sobre la Guerra de Corea més notable dels anys cinquanta. Milestone era conegut per anteriors pel·lícules antiguerra, incloent All quiet on the western zone i Shangganling. Tant Pork Chop Hill com Shangganling descriuen una única batalla en la qual un petit dedicat grup defensa la resistència amb molt poca esperança d'ajornament. Com tota propaganda, la importància de la pel·lícula no és la batalla en si mateixa, sinó que se centra en les increïbles característiques d'individus compromesos a defendre patriòticament el seu país.

#### Després del 9/11
Després dels atacs de l'11 de setembre de 2001, molts americans van quedar dividits entre l'èxit de la resposta del govern i la conseqüent guerra amb Afganistan i Iraq. Similar a la Guerra del Vietnam, els cineastes van expressar el seu punt de vista sobre els atacs i els sentiments envers la guerra a través de les pel·lícules, una de les més importants i conegudes és Fahrenheit 9/11 (2004).
La pel·lícula va iniciar un debat al llarg de tot el país, presentant diferents opinions en el paper del govern dels Estats Units i la seva resposta, al qual hem de sumar la controvèrsia que normalment es forma en el moment de descriure esdeveniments traumàtics molt recents. El director, Michael Moore va ometre metratge dels avions colpejant les Torres Bessones, tallant directament a la destrucció i les repercussions.
Amb la intenció de guanyar-se els cors i les ments de la regió MENA, Al-Qaeda i els seus afiliats han produït films propagandístics i documentals descrivint atacs jihadistes, últimes voluntats, vídeos de testaments, entrenaments, entrevistes... tots amb el propòsit d'encoratjar la seva moral entre els seus seguidors. Al-Qaeda va establir un Comité de Medis en els seus inicis per manejar els medis de l'Oest i els Àrabs, al igual que crear una presencia en les xarxes onlines, el qual va ser establert a través de la companyia multimèdia as-Sahab al 2001.
La companyia, que produeix films documentals i vídeos d'operacions especials per Afganistan és coneguda per la seva sofisticació tecnològica, efectes cinematogràfics i els seus esforços per arribar a l'oest amb traduccions i subtítols. Altres produccions al Nord d'Àfrica inclouen Apostate in Hell, un film somali produït per al-Fair Media Centre, el qual inclou entrevistes amb jihadistes somalis, entrenament dels guerrers, preparació per atacs i operacions pròpiament dites.